# Жеремі Морель
Жеремі Морель (фр. Jérémy Morel, нар. 2 квітня 1984, Лор'ян) — мадагаскарський і французький футболіст, захисник.

## Клубна кар'єра
У дорослому футболі дебютував 2002 року виступами за «Лор'ян», в якому провів дев'ять сезонів, взявши участь у 233 матчах чемпіонату. Більшість часу, проведеного у складі «Лор'яна», був основним гравцем захисту команди.
До складу клубу «Марсель» приєднався влітку 2011 року і в першому ж сезоні допоміг команді виграти Кубок французької ліги. За чотири сезони відіграв за команду з Марселя 120 матчів у національному чемпіонаті.
У липні 2015 на правах вільного агента перейшов до «Ліона». Протягом перших трьох сезонів був основним центральним захисником клубу, однак в сезоні 2018/19 з приходом Джейсона Денаєра втратив місце в основному складі.
Влітку 2019 року залишив ліонський клуб на правах вільного агента та перейшов до «Ренна», де провів один рік. 8 червня 2020 року він повернувся до рідного «Лор'яна» підписавши контракт за схемою один сезон плюс один. Будучи основним гравцем, він кілька разів носив капітанську пов’язку та допоміг команді зберегти прописку в Лізі 1, після чого автоматично угода була продовжена. Наступного сезону гравець грав значно менше і «Лор'ян» вирішив не залишати його. Тоді Жеремі Морель вирішив піти з професійного футболу та заявив, що хоче отримати дипломи, щоб стати тренером.
У сезоні 2022/23 років він продовжував грати у футбол у аматорському клубі «Монтаньярд», який виступав у Національномуий чемпіонаті 3, а влітку 2023 року він повернувся до «Лор'яна» як викладач у тренувальному центрі, відповідаючи за команду U-18.

## Виступи за збірну
Хоч Морель і народився та жив у Франції, у 2018 він вирішив виступати за збірну Мадагаскару — країни народження свого батька. Улітку 2019 представляв Мадагаскар на Кубку африканських націй 2019. 19 листопада 2019 року в матчі кваліфікації до Кубка африканських націй проти збірної Нігеру забив свій єдиний гол за збірну. Загалом провів за збірну 15 матчів і забив 1 гол.

## Титули і досягнення
- Володар Кубка французької ліги:

«Марсель»: 2011-12
- Володар Суперкубка Франції:

«Марсель»: 2011